# Лебу-де-ла-Мезанжер, Пьер Антуан
Пьер Антуан Лебу-де-ла-Мезанжер (фр. Pierre Antoine Leboux de La Mésangère; 1761, Понтинье, департамент Мен и Луара — 1831, Париж) — французский художник и издатель.

## Биография
Приобрёл известность, возглавив в 1802 году парижский «Журнал дам и мод» (фр. Journal des dames et des modes), публиковавший гравированные изображения модной одежды своего времени, выполненные самим Мезанжером и другими художниками. Среди этих изображений были и карикатурные, смысл которых по мере смены моды быстро начинал ускользать; поэтому в 1817 году Мезанжер собрал 104 гравюры и опубликовал их с комментариями под названием «Наблюдения над модами и обычаями Парижа для объяснения карикатур, опубликованных под названием „Хороший стиль“ с начала XIX века» (фр. Observations sur les modes et les usages de Paris pour servir d'explication aux caricatures publiées sous le titre de Bon Genre depuis le commencement du dix-neuvième siècle); второе, расширенное издание вышло в 1822 году.
Помимо изображения модной одежды и связанных с нею сценок, Мезанжер опубликовал также сборник гравюр «Мебель и предметы роскоши» (фр. Collection de meubles et d'objets de gout).